# Santiago Autino
Santiago Autino (nacido el 10 de diciembre de 1978 en Rosario) es un exfutbolista argentino. Se desempeñaba como mediocampista y se formó en las divisiones inferiores de Rosario Central.

## Carrera
Luego de quedar libre de Rosario Central, pasó al primer equipo de Central Córdoba de Rosario, por entonces disputando la Primera B Nacional. En 2000 llegó a Sportivo Ben Hur de Rafaela, en el Torneo Argentino A. Luego de tres temporadas en la BH, emigró al fútbol centroamericano; allí jugó en cuatro clubes de tres países diferentes entre 2004 y 2006: Municipal de Guatemala (2004), Municipal Valencia (2004) y Marathón (2005) de Honduras, y FAS de El Salvador (2006). Retornó a Argentina para jugar en otro equipo del Departamento Castellanos, Unión de Sunchales; luego de jugar en este club durante un año, pasó primero por Gimnasia y Esgrima de Concepción del Uruguay en 2008 y AC Noventa del ascenso de Italia en la temporada 2008-2009, retornó al Bicho Verde sunchalense, para vestir esta casaca hasta 2015; en 2016 integró nuevamente el plantel de Sportivo Ben Hur de Rafaela, retirándose de la actividad al finalizar el año.

## Clubes
| Club                                        | País        | Año       |
| ------------------------------------------- | ----------- | --------- |
| Rosario Central                             | Argentina   | 1996-1998 |
| Central Córdoba                             | Argentina   | 1998-2000 |
| Ben Hur                                     | Argentina   | 2000-2003 |
| Municipal                                   | Guatemala   | 2004      |
| Municipal Valencia                          | Honduras    | 2004      |
| Marathón                                    | Honduras    | 2005      |
| FAS                                         | El Salvador | 2006      |
| Unión (Sunchales)                           | Argentina   | 2007      |
| Gimnasia y Esgrima (Concepción del Uruguay) | Argentina   | 2008      |
| AC Noventa                                  | Italia      | 2008-2009 |
| Unión (Sunchales)                           | Argentina   | 2010-2015 |
| Ben Hur                                     | Argentina   | 2016      |